# Josef Lax (Politiker)
Josef Lax (* 21. August 1824 in Ebene Reichenau, Gemeinde Reichenau, Bezirk Klagenfurt (heute Bezirk Feldkirchen); † 6. Juli 1895 in Gmünd, Bezirk Spittal an der Drau, Kärnten) war Land- und Gastwirt und Abgeordneter zum Österreichischen Abgeordnetenhaus.

## Leben
Josef Lax war Sohn des Land- und Gastwirts Franz Lax († 1853) und Bruder von Peter Lax, der ebenfalls Abgeordneter zum Österreichischen Abgeordnetenhaus war. Er besuchte ab 1838 Gymnasien in Salzburg, Klagenfurt und Graz. Von 1847 bis März 1848 besuchte er die Bergakademie Schemnitz (Komitat Hont in Ungarn, heute Slowakei).
Im Jahr 1849 wurde er wegen der Teilnahme an der Revolution in Wien wegen Hochverrats angeklagt, am 19. März 1850 aber aufgrund einer Amnestie aus der Untersuchungshaft entlassen. Ab 1849 trat er das Erbe seines Onkels an und wurde Gastwirt, Kupferschmied, Nagelschmied und Müller in Gmünd.
Er war römisch-katholisch und seit 1851 verheiratet mit Theresia Lackner, mit der er einen Sohn hatte.

## Politische Funktionen
Josef Lax war von 1862 bis 1864 Bürgermeister von Gmünd und von 1861 bis 1869 und von 1871 bis 1877 im Kärntner Landtag (1., 2. und 4. Wahlperiode).
Er war vom 20. Mai 1867 bis zum 21. Mai 1870 und vom 27. Dezember 1871 bis zum 7. September 1873 Abgeordneter des Abgeordnetenhauses im Reichsrat (II. und IV. Legislaturperiode, Kronland Kärnten, Kurie Landgemeinden).

## Klubmitgliedschaften
Josef Lax war ab 1867 Mitglied im Herbst-Kaiserfeld'schen Klub. Ab dem 2. Oktober 1867 war er im  Klub der Linken, ab dem 27. Januar 1869 im Klub der neuen Linken. Seit dem 17. Januar 1872 gehörte er dem Klub der Verfassungspartei an.